# Mysterium Cosmographicum

Modelo sólido platônico de Kepler do Sistema Solar de Mysterium Cosmographicum

Mysterium Cosmographicum (em português: O mistério sagrado do Cosmos) é um livro de astronomia do astrônomo alemão Johannes Kepler, publicado em Tübingen em 1597 e em uma segunda edição em 1621. Kepler propôs que as relações de distância entre os seis planetas conhecidos naquela época poderiam ser entendidas em termos dos cinco sólidos platônicos, encerrados em uma esfera que representava a órbita de Saturno.
Este livro explica a teoria cosmológica de Kepler, baseada no sistema copernicano, em que os cinco sólidos platônicos ditam a estrutura do universo e refletem o plano de Deus por meio da geometria. Esta foi virtualmente a primeira tentativa desde Copérnico de dizer que a teoria do heliocentrismo é fisicamente verdadeira. Thomas Digges publicou uma defesa de Copérnico em um apêndice em 1576. De acordo com o relato de Kepler, ele descobriu a base do modelo enquanto demonstrava a relação geométrica entre dois círculos. A partir disso, ele percebeu que havia tropeçado em uma proporção semelhante àquela entre as órbitas de Saturno e Júpiter. Ele escreveu: "Creio que foi por ordenança divina que obtive por acaso aquilo que antes não podia alcançar com nenhum esforço". Mas depois de fazer mais cálculos, ele percebeu que não poderia usar polígonos bidimensionais para representar todos os planetas e, em vez disso, teve que usar os cinco sólidos platônicos.